# La Chapelle-d'Andaine
Pour les articles homonymes, voir La Chapelle.
La Chapelle-d’Andaine (La Chapelle-Moche jusqu'en 1961) est une ancienne commune française, située dans le département de l’Orne en région Normandie, devenue le 1er janvier 2016 une commune déléguée au sein de la commune nouvelle de Rives d’Andaine.
Elle est peuplée de 1 429 habitants.
La commune a la particularité de faire partie à la fois des provinces historiques du Maine et de la Normandie. Commune mixte située pour moitié dans l'Orne, pour moitié en Mayenne après la Révolution, elle est finalement entièrement rattachée à l'Orne en 1831.

## Géographie
La Chapelle-d’Andaine, située dans le pays d’Andaine dans le pays de Passais, au sud-est du Bocage normand, fait partie du parc naturel régional Normandie-Maine. La commune est bordée au nord par la forêt d’Andaine (4 120 ha), à l’est par Bagnoles-de-l’Orne et Tessé-Froulay, au sud par Haleine et Geneslay et à l’ouest par Juvigny-sous-Andaine, son chef-lieu de canton.
La Chapelle-d’Andaine est constituée de 85 lieux-dits, neuf rues, cinq résidences, deux allées, deux chemins et deux routes.

## Toponymie
Jusqu’en 1961, le village s’appelait La Chapelle-Moche.
Le déterminatif traditionnel Moche était un nom de famille, encore existant dans la contrée.

Du fait que le nom n’était plus compris de personne, les habitants qui percevaient moche comme péjoratif, ont demandé le changement officiel du nom[réf. incomplète].
Le déterminatif actuel est emprunté au nom de la forêt d’Andaine.
Le gentilé est Chapellois.

## Histoire
Ce bourg fut un centre d’extraction d’argile pour la fabrication de brique et de poterie.
En 1159, Guillaume de Passavant, évêque du Mans, confirme les droits des moines de Lonlay à percevoir des dîmes de l’église Sainte-Marie-des-Châtaigniers et de ses dépendances, construite entre Juvigny et Haleine, lesquels droits leur avaient été accordés en 1017 par une charte de Guillaume Talvas, seigneur de Domfront. Certains situent cette église au village de la Prise. À cette époque, le marécage où se trouve le bourg actuel n’était encore ni asséché, ni défriché, et la vie se concentrait autour du château du seigneur du Bois Motté, entre les villages du Passoir, de la Renardière et de la Valette, au nord du territoire communal actuel.
En mars 1271, on trouve pour la première fois la dénomination  Chapelle Moche  dans une bulle du pape Grégoire X, qui reconnaît aux moines de Lonlay les dîmes qu’ils percevaient dans cette paroisse. De ces documents disponibles aux archives départementales, il ressort qu’autour de l’an 1000, une communauté humaine est suffisamment structurée pour être redevable de dîmes, et qu’en 1271, elle porte le nom qui sera le sien jusqu’au XXe siècle.
Le premier curé connu est Guillaume Bernard, chapelain de l’évêché du Mans comme le mentionne un document de la bibliothèque du Mans daté de 1315. En 1728 disparaît l’ermitage des Châtaigniers.
1726, le 19 octobre : Aurore boréale : « Le dix neuvième jour d’octobre 1726, un samedi la nuit, il parût de tous côtés des flammes de feu en l’air ce qui fit trembler tout le monde et du côté de l’occident il paraissait une contrée rouge comme sang et les flammes cessèrent vers minuit. »
Jusqu’en 1832, la limite provinciale traversait le milieu de la paroisse, la séparant en deux parties distinctes. Au plan civil, certains dépendaient du bailliage de Domfront, d’autres du marquisat de Lassay. Sur le plan ecclésiastique, les deux parties étaient sous la juridiction de l’évêque du Mans avec chacun son patron : saint Julien et sainte Marie-Madeleine. C’est par la loi du 30 mars 1831 qui fixe les nouvelles limites entre l’Orne et la Mayenne, et l’ordonnance du 5 août 1832 que la commune, comme Céaucé et Saint-Fraimbault-sur-Pisse, sont unies dans l’Orne. C’est en 1887 qu’un décret fusionna les deux parties de la paroisse.
Sur un croquis à vol d’oiseau réalisé vers 1820, on aperçoit l’église avec son ancienne et sa nouvelle tour, et le cimetière l’entourant. Face à l’église se trouvait l’enclos du presbytère et l’école. Un nouveau cimetière dit « grand cimetière » existe depuis les années 1730 à la sortie du bourg, vers Bagnoles-de-l’Orne. En 1737, une chapelle Notre-Dame-de-Pitié est construite, remplacée en 1864 par l’actuelle. Une place du marché se trouvait face à la route de Domfront, à l’emplacement de l’actuel carrefour principal de la commune. La route d’Alençon n’a été construite qu’après.
Selon le rapport des architectes, dressé en 1885, l’église de l’époque avait la charpente et certaines maçonneries des XVe-XVIe siècles. L’édifice de plan cruciforme, comme à Geneslay, avec un clocher couvert d’un toit à bâtière, est agrandie de deux bas-côtés, probablement à la fin du XVIIIe siècle. En 1858, on remplace le vieux clocher par une tour surmontée d’une flèche. À la suite du rapport, le choix est fait de détruire l’ancienne église et d’en construire une nouvelle. Un conflit entre le maire et le curé retarde de huit ans les travaux. Finalement en 1893, les travaux sont engagés pour se terminer en 1897-1898 avec l’inauguration de l’église Sainte-Marie-Madeleine.

Première Guerre mondiale : Defais Julien, Georges né le 16 août 1893 à la Ch.-Moche, grade : soldat, unité : 4e section d’infirmiers militaires, matricule au recrutement : 561, lieu de décès : Hôpital complémentaire no 45, Mention : Mort pour la France
En 1946, Roland Fléchard lance son entreprise qui prospèrera au cours des ans.
Le 16 novembre 1961, une modification administrative transforme le nom de La Chapelle-Moche en La Chapelle-d’Andaine, du nom de la forêt d’Andaine.

## Politique et administration

### Liste des maires
| Période                                  | Période   | Identité                             | Étiquette | Qualité                                                                 |
| ---------------------------------------- | --------- | ------------------------------------ | --------- | ----------------------------------------------------------------------- |
| 1806                                     | 1814      | André Bignon                         |           |                                                                         |
| 1814                                     | 1815      | Denis Lamy                           |           |                                                                         |
| 1815                                     | 1816      | Jean Baptiste Gabriel Bricqueville   |           |                                                                         |
| 1816                                     | 1831      | Gabriel Hélie                        |           |                                                                         |
| 1831                                     | 1834      | Jean Le Mercier                      |           |                                                                         |
| 1850                                     | 1874      | François Pillais (1816-1874)         |           |                                                                         |
| 1874                                     | 1911      | Jean-Baptiste Monsallier (1822-1911) |           | Président du conseil d'arrondissement                                   |
| 1911                                     | 1921      | Julien Monsallier (1866-1925)        |           | Vice-président du conseil d'arrondissement, officier du mérite agricole |
| 1937                                     |           | Louis Derouet                        |           |                                                                         |
|                                          |           | Raymond Lambert (1905-1976)          |           | Vendeur de cycles ; quincaillier                                        |
|                                          |           | Jean-Michel Hairie                   |           | Pharmacien                                                              |
| 1977                                     | 1995      | Roland Fléchard (1920-1996)          |           | Industriel                                                              |
| 1995                                     | mars 2008 | Pierre Grossi                        |           | Pâtissier                                                               |
| mars 2008                                | En cours  | Jean-Claude Fourquet (1959-)         |           | Professeur des écoles                                                   |
| Les données manquantes sont à compléter. |           |                                      |           |                                                                         |

## Population et société

### Démographie
En 2021, la commune comptait 1 429 habitants. Depuis 2004, les enquêtes de recensement dans les communes de moins de 10 000 habitants ont lieu tous les cinq ans (en 2006, 2011, 2016, etc. pour La Chapelle-d'Andaine) et les chiffres de population municipale légale des autres années sont des estimations.
| 1793  | 1800  | 1806  | 1821  | 1831  | 1836  | 1841  | 1846  | 1851  |
| ----- | ----- | ----- | ----- | ----- | ----- | ----- | ----- | ----- |
| 1 427 | 1 326 | 1 323 | 1 352 | 1 186 | 2 904 | 2 598 | 2 553 | 2 630 |

| 1856  | 1861  | 1866  | 1872  | 1876  | 1881  | 1886  | 1891  | 1896  |
| ----- | ----- | ----- | ----- | ----- | ----- | ----- | ----- | ----- |
| 2 514 | 2 413 | 2 324 | 2 169 | 2 069 | 1 951 | 1 926 | 1 920 | 1 937 |

| 1901  | 1906  | 1911  | 1921  | 1926  | 1931  | 1936  | 1946  | 1954  |
| ----- | ----- | ----- | ----- | ----- | ----- | ----- | ----- | ----- |
| 1 874 | 1 905 | 1 815 | 1 459 | 1 411 | 1 345 | 1 334 | 1 282 | 1 260 |

| 1962  | 1968  | 1975  | 1982  | 1990  | 1999  | 2006  | 2011  | 2016  |
| ----- | ----- | ----- | ----- | ----- | ----- | ----- | ----- | ----- |
| 1 358 | 1 321 | 1 417 | 1 390 | 1 546 | 1 600 | 1 544 | 1 509 | 1 467 |

| 2019  | - | - | - | - | - | - | - | - |
| ----- | - | - | - | - | - | - | - | - |
| 1 460 | - | - | - | - | - | - | - | - |

### Associations

#### Musicales
Deux associations interviennent dans ce domaine sur la commune : la batterie fanfare La Chapelloise et Zazatmosphère, organisant des concerts en milieu rural.

#### Sportives
- Le Judo club d’Andaine, environ 70 licenciés.
- L’US Andaine, football.
- L’AS chapelloise, tennis de table.
- Le BBF (Basket Ball Fertois) dispense des entrainements de basket le jeudi soir.

## Économie

### Industries
- La Société normande de volailles (SNV) : 870 salariés, chiffre d’affaires de 200 M€. Chaînes : abattage, découpe, transformation et conditionnement (environ 60 000 tonnes par an). Marques : Autour de Lise.
- SARL Établissements Gilbert
- Laiterie du Pont-Morin : Ets Fléchard
- Laiterie Solano (M. Pommel), Claudel puis Besnier. (61 E)
- Laiterie Bottreau C. (1935-1938)
- Fromagerie du Lindron : Bérenger, Rigaud et Cie (61 X)

## Culture locale et patrimoine

### Lieux et monuments

#### L’église Sainte-Marie-Madeleine-et Saint-Julien
L’église Sainte-Madeleine de style néo-gothique en granit date de la fin du XIXe siècle, construite entre 1893 et 1898 à l’emplacement de l’ancienne église et conserve le symbolisme liturgique de l’orientation vers le soleil levant.
Les vitraux ont été réalisés en 1899 par les ateliers Lorin de Chartres, ils sont inscrits à l’inventaire général du patrimoine culturel,,. Ces vitraux portent en bas à droite le nom des familles qui les ont offerts.

##### Le chœur
- La croix suspendue à la voûte. Cette croix triomphale, don anonyme, a été bénite solennellement le 19 octobre 1913 à la cérémonie des vêpres par l’abbé Join, doyen de Juvigny-sous-Andaine et délégué de Monseigneur. Ce fut l’occasion d’une grande fête au cours de laquelle les jeunes gens la portèrent en procession dans les rues du bourg. Elle est mobile. Elle est traditionnellement descendue le Vendredi saint pour être présentée à l’Adoration.
- L’autel de marbre (maître-autel), dans le style 1900, a été offert par la famille Druet. Un bas-relief montre Jésus bénissant les enfants : « Laissez venir à moi les petits enfants ».
- De chaque côté du tabernacle, les quatre évangélistes que la liturgie de la Messe donne en nourriture la parole de Dieu en même temps que le corps du Christ. Les vitraux du chœur illustrent l’évangélisation locale.

##### Les chapelles latérales
La chapelle de gauche est dédiée à sainte Marie et la chapelle de droite à saint Joseph. Autrefois, les hommes se plaçaient dans l’église du côté de la chapelle Saint-Joseph et les femmes du côté de la chapelle Sainte-Marie.

##### La nef
Les murs de la grande nef reposent sur 12 piliers : symbolisant les 12 apôtres. Les piliers sont en granit et d’un seul bloc. Les vitraux de la nef représentent les 12 apôtres.

##### Les bas-côtés
Les vitraux des bas-côtés, possèdent trois médaillons.

##### Mobiliers et divers
L’orgue est « d’occasion » et offert par madame Hébert. Inauguration des orgues le 9 juin 1927.
Chemin de croix et statues furent peints en blanc vers 1950 et cachent hélas des polychromes. Le Chemin de croix est composé de 14 stations rappelant la mort du Seigneur.
Monument « À la mémoire des enfants de la paroisse morts pour la France ». Nous lisons sur le monument les noms de 63 soldats morts à la guerre 1914-1918 et 4 soldats morts à la guerre 1939-1945. Au centre du monument figure une pietà.

##### Cloches
De l’ancienne église, on a conservé le clocher-porche (érigé en 1858) surmonté d’une flèche avec ses cloches fondues à Villedieu-les-Poêles et bénites en 1860 par l’abbé Mousset, doyen de Juvigny-sous-Andaine. Sur chaque cloche, sont moulés dans la masse leurs noms, ceux des parrains et marraines, celui du curé, ainsi que quelques autres inscriptions.

#### Autres monuments
- Chapelle Notre-Dame de Pitié (1864) dans le cimetière avec une pietà du XVIIIe siècle.
- Monument aux morts : inauguré le 24 septembre 1922.
- Manoirs de la Haize, du Bois-Motté (propriétés privées).
- La chapelle des Fourmis.
- La chapelle Sainte-Rita.
- La chapelle Notre-Dame-de-la-Salette.
- La chapelle de la Chiennerie.
- La maison de retraite (hospice)[Note 3].

### Personnalités liées à la commune

#### Personnalités diverses (par ordre alphabétique)
- Roland Fléchard, né le 2 septembre 1920 à La Baroche-Gondouin et décédé le 14 mars 1996 dans la commune, industriel agroalimentaire et ancien maire de la commune de 1977 à 1995.
- Romain Hardy, né le 24 août 1988 à Flers, coureur cycliste professionnel de 2010 à 2022 au sein des équipes Bretagne-Schuller, Cofidis,Fortuneo (Vital Concept-Oscaro-Samsic) et Arkéa-Samsic dont les parents vivent dans la commune[19] et où il y a effectué sa scolarité.